# یوهانس هرتل

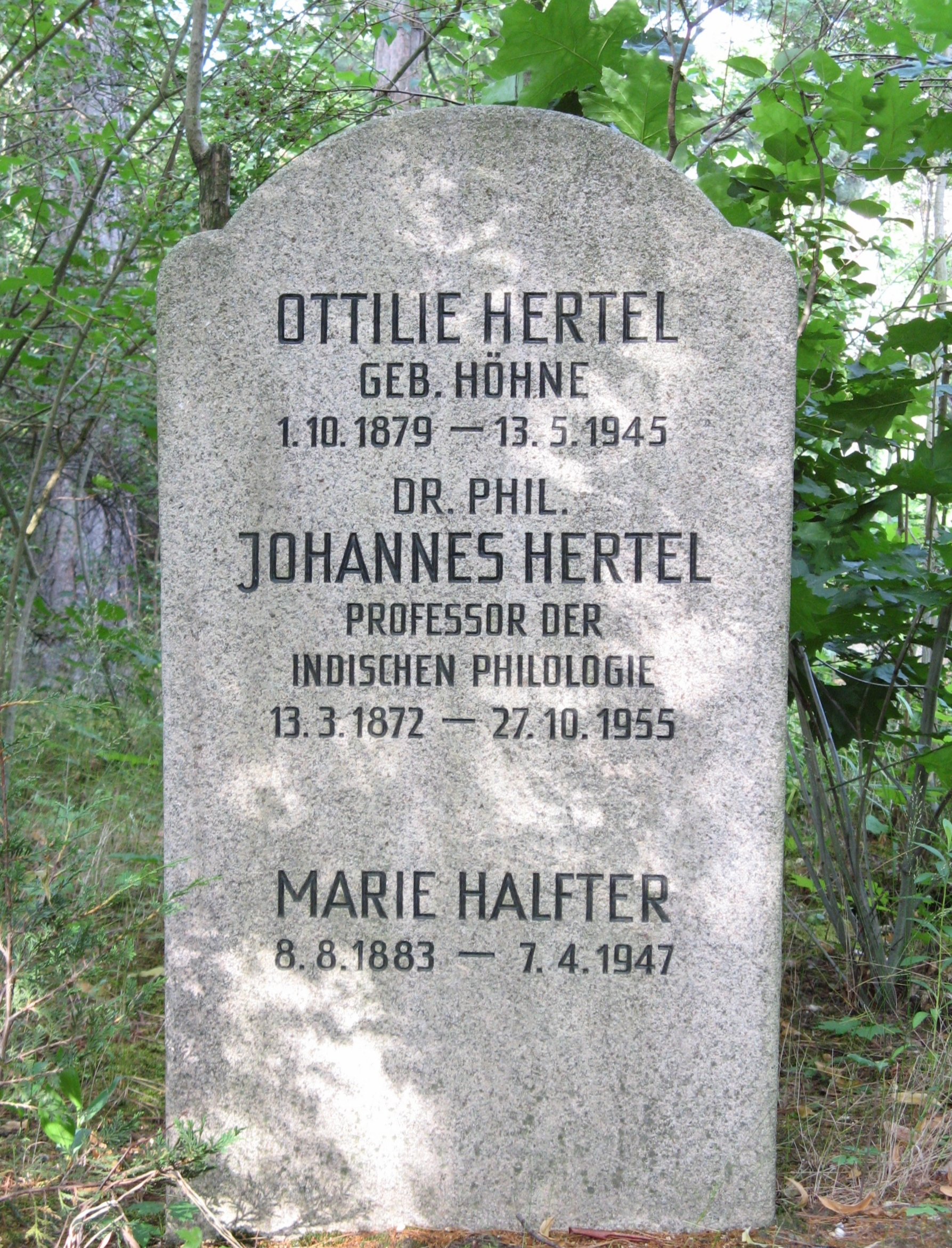
مقبره این شخص

یوهانس هرتل (به آلمانی: Johannes Hertel) ‏ (۱۳ مارس ۱۸۷۲–۲۷ اکتبر ۱۹۵۵) هندشناس و اوستاپژوه آلمانی است که در کتاب خود با عنوان زمان زرتشت و کتاب دیگرش با عنوان هخامنشیان و کیانیان اظهارنظرهایی دربارهٔ زمان حیات زرتشت و یکی دانستن سلسلهٔ داستانی کیانیان و سلسلهٔ تاریخی هخامنشیان کرده‌است. او همچنین دربارهٔ زمان نگارش گات‌ها نیز اظهارنظرهایی کرده‌است. هرتل می‌گوید که در گات‌ها یک مرد باهوش و باغیرت با یک طرز بسیار دلسوزانه و مهربان با ما سخن می‌دارد. کسی است که از برای درست کردن اخلاق برخاسته‌است. زراعت و پروراندن ستوران را اساس آسایش و خوشی زندگانی می‌داند. بر ضد خرافات قومش می‌باشد و قوای طبیعت را از پروردگاران نمی‌شمرد.